# 三重県立いなべ総合学園高等学校
三重県立 いなべ総合学園高等学校（みえけんりつ いなべそうごうがくえん こうとうがっこう）は、三重県いなべ市員弁町にある県立の高等学校である。

## 概要
1922年創立の三重県立員弁農学校を前身とし、2001年から校名を現在の三重県立いなべ総合学園高等学校とし、総合学科の単科校となった。
前身校から数えて、2022年に創立100周年を迎えた。
いなべ市南東部の田園地帯にあり、三重県内の北勢地区では唯一の総合学科高校である。
1年次は、芸術科目を除いて全員が同じ科目を学ぶ。2年次では約5割、3年次では7～8割が選択科目となっている。

## 特徴
- 普通教科から専門教科まで約180の選択講座から自分で自由に授業を選択する。生徒個人によって時間割が違うため毎時限自分の選択した授業の教室や校舎に移動する。全ての生徒にロッカーが与えられる。
- 朝のホームルームはなく各自が登校すると自分の選択した授業に向かうため連絡事項は掲示板で確認する。
- 1年間を前期（4～9月）・後期（10～3月）に分けて、2学期制となっている。ただし、夏休み・冬休みは3学期制とほとんど変わらない。
- 1限90分の授業が1日3～4限(4限目は希望者のみ)となっている。授業間の休憩時間は一般の高校と比べて長く、15分となっている。1限目は8時50分から始まり、3限目は14時45分で終了する。SHR・掃除は12時45分～13時05分に行われるため、3限しか授業がない人は14時45分で下校となるため、放課後のクラブ活動などの時間も十分に確保できるようになっている。自由選択の4限目は15時00分～16時30分に行われる。さらに、単位には含まれないが課外授業や夏季講習も盛んに行われている。
- 担任教師のことをチューターと呼び、各クラスのチューターが個人の個性や適性を踏まえ、進路のアドバイスを行う。
- 全員参加の「修学旅行」はなく、本人の自主性を高めるべく、北海道、沖縄、東京、長野、韓国など様々なコースから選択する「研修旅行」が行われている。研修旅行に参加すること自体も自由である。

## 沿革
三重県立員弁農学校
- 1922年 三重県立員弁農学校として開校（乙種農業科）。修業年限2年、入学資格は高等小学校卒業程度の男子
- 同年12月1日　三重県立員弁農学校開校、第一回入学式挙行。
- 1932年3月4日　女子部設置認可

三重県立員弁実業高校
- 1932年4月 三重県立員弁実業高校発足。男女共学になる。入学資格は高等小学校卒業程度の女子
- 1933年3月　第10回農学校生卒業・男子部廃止。校名・組織変更。

三重県員弁実業女学校
- 1933年4月1日　三重県立員弁実業女学校発足

三重県員弁高等学校
- 1948年5月23日 学区制改革により三重県員弁高等学校となる。
- 1949年4月1日　総合制員弁高等学校創設（普通科・農業科・家庭科・定時制農業科・定時制家庭科）
- 1949年　校章制定
- 1951年3月20日　元校地から前校地（員弁町御薗）に移転
- 1953年5月8日　前校地の校舎落成式を挙行、この日を創立記念日とする。

三重県立員弁高等学校
- 1955年4月1日　三重県立員弁高等学校と改称。
- 1956年3月　昼間定時制課程廃止
- 同年9月15日　校歌制定
- 1958年3月　普通科商業コース最終生卒業、普通科商業コース廃止。
- 1959年4月1日　県下高等学校普通課程の中学区制発足
- 1965年3月　農業科廃止
- 1983年3月　家政科廃止
- 1983年4月　普通科の単科高等学校となる。
- 1991年11月9日　創立70周年記念式典挙行
- 1993年4月　制服改定（新入生より着用）
- 1996年4月　普通科に国際文化コース、スポーツマネージメントコースを設置
- 2001年3月23日　閉校式を行う

三重県立いなべ総合学園高等学校
- 2001年1月29日　新校舎受け取り
- 同年4月1日 前校地から現校地（員弁町御薗632）へ移転、学科改変（総合学科を設置）に伴い、三重県立いなべ総合学園高等学校となる。
- 同年4月　制服改定（新入生より着用）
- 同年4月9日　開校式ならびに第一回入学式挙行
- 同年8月　グラウンド完成
- 同年10月27日　開校記念式典挙行
- 2003年3月　普通科廃止
- 同年4月　総合学科の単科高等学校となる。

## 教育理念
自主自律のもと「生徒一人一人の能力の伸長」と「教職員の達成感」を常に追い求め、地域の人々に信頼される学校を目指す。

## 部活動
レスリング部が特に強豪で、全国大会優勝の経験がある。野球部は夏の甲子園に3度、春のセンバツに1度出場経験がある。
- 野球部 
  - 2010年夏（第92回、初戦敗退）
  - 2016年春（第88回、初戦敗退）
  - 2016年夏（第98回、ベスト16）
  - 2023年夏（第105回、初戦敗退）

- レスリング部
  - 2021年インターハイ女子個人優勝
  - 2022年インターハイ男子団体3位

- ハンドボール部
  - 2018年インターハイ出場（男子）
  - 2019年第42回全国高等学校ハンドボール選抜大会出場（女子）

- 女子バスケットボール部
  - 2016年インターハイ出場（ベスト16）
  - 2016年第47回全国高等学校バスケットボール選抜優勝大会出場（ベスト16）

- ゴルフ部
  - 2017年第61回全国高等学校ゴルフ選手権大会出場（団体の部）

- 山岳スキー部
  - 2018年第62回全国高等学校総合体育大会登山競技大会出場（団体女子）

- 吹奏楽部
  - 東海吹奏楽コンクール 高校Bの部（銀賞4回、銅賞3回）

- 放送部
  - 2023年第70回NHK杯全国高校放送コンテスト全国大会出場

## 交通アクセス
- 三岐鉄道北勢線 楚原駅下車　学校まで約1.0km　徒歩約10分
- 三岐鉄道三岐線 三里駅下車　学校まで約1.9km　徒歩約25分
- 三岐鉄道三岐線 三里駅より三岐バス いなべ学園線に乗り換え。停留所「いなべ総合学園」下車。

## 施設
公立高校でありながら、約13万㎡という広い校地に、充実した施設や設備を持つ。

30室ある特別教室、最大120人が入って会議や映画鑑賞ができるIvyホール、さらに、体育施設では、体育館、格技館、陸上競技場、野球場、野球室内練習場、ゴルフ練習場、ソフトボール場、テニスコート6面、プールなどが整備されている。
建物
- 普通教室棟（2階建て）
  - チュータークラス（普通教室）
- 特別教室煉（3階建て）
  - 情報処理実習室
  - CG室
  - 陶芸実習室
  - 書道室
  - 美術室
  - デザイン実習室
  - 文書処理実習室
  - 福祉実習室（看護実習室・入浴実習室）
  - Ivyホール（視聴覚室）
  - ゼミホール
  - ゼミ1 - ゼミ6
- 図書館棟（4階建て）
- 青雲亭（和室）
- 部室棟

体育施設

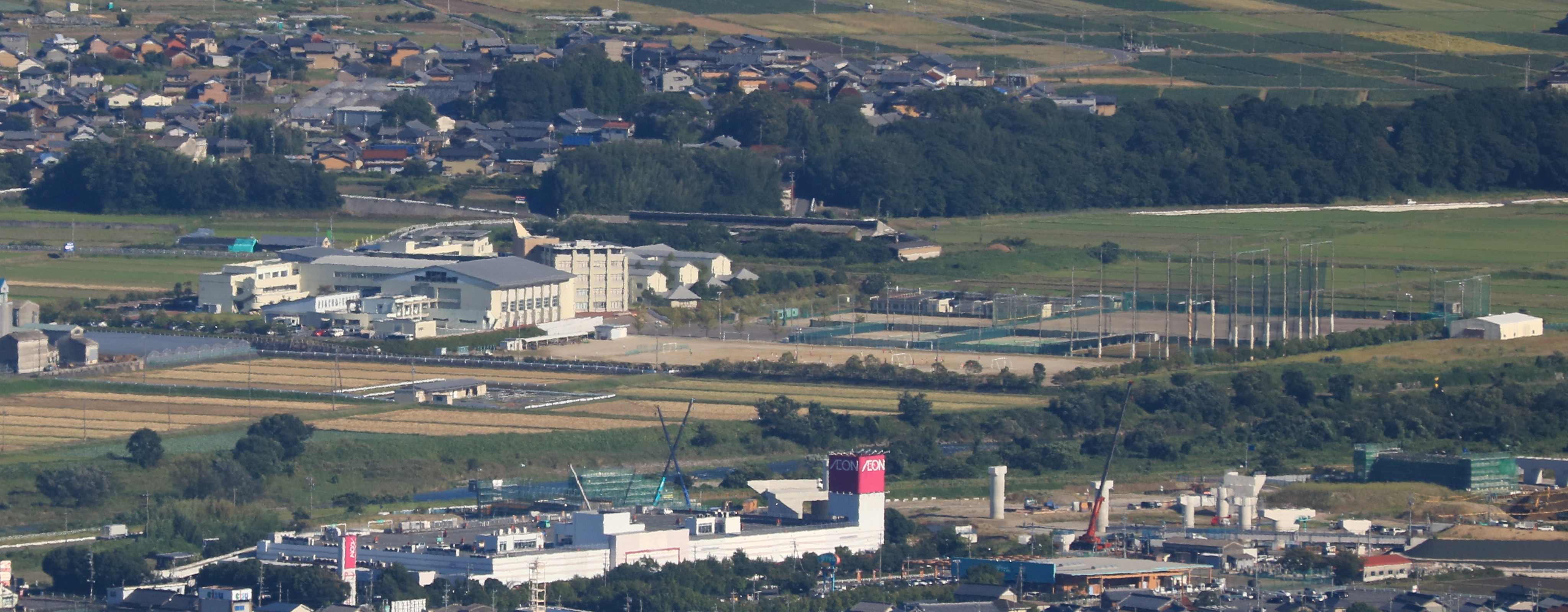
学校の全景

- 陸上トラック（150mタータン・4レーン）
- サッカーグラウンド
- ゴルフ練習場
- テニスコート6面（オムニコート3面・クレーコート3面）
- ソフトボール専用グラウンド
- 野球専用グラウンド
- 野球室内練習場
- 飛翔館（体操部練習場）
- 体育館棟
- プール
- 武道場（剣道場・卓球場）
- レスリング場
- 室内クライミングウォール

駐車場
- 西駐車場
- グラウンド駐車場
  - 教職員以外が利用できる駐車場があり、保護者による自動車での登下校の送迎が認められている。

## 制服
男女ともネイビー色のブレザージャケット。

襟の部分が別色なのが特徴的で、グレー色となっている。スカート・スラックスは、グレー色。
冬服はネクタイ・リボンを着用するが、夏服はネクタイ・リボンを着用しなくてもよい。

## 学科・科目
- 総合学科

1年次は必履修科目（一部選択授業）、2年次からは時間割のほとんどが選択授業になる。

2022年度入学生からは、「人文社会国際」「自然科学」「芸術文化」「生活環境」「スポーツ科学」「情報ビジネス」の6つの系列（選択科目を分類したグループ）を開設。科目群（系列）は、あくまで科目を選択するための目安なので、他の学校にある「学科」や「コース」とは異なり、生徒がどこかの科目群（系列）に属するというものではない。そのため、色々な科目群（系列）から少しずつ選ぶことも可能となっている。

科目登録は実質9月。詳細は下記「行事」欄参照。
人文社会国際科目群（系列）
文化、歴史、政治、外国語など、私たちが生活している社会や文化について学ぶ科目グループ。
自然科学科目群（系列）
自然や身の回りのいろいろな現象を学ぶ科目のグループ。
芸術文化科目群（系列）
音楽・デザイン・美術関連の科目のグループ。
生活環境科目群（系列）
生活や環境問題などについて考え、取り組む科目のグループ。食物関係の資格につながる科目を含む。
スポーツ科学科目群（系列）
スポーツを中心とする科目のグループ。
情報ビジネス科目群（系列）
情報・商業関係の科目のグループ。コンピュータ関係の科目や、資格につながる商業科目を含む。
自由選択科目群
どの科目群（系列）にも属さない科目のグループ。一般教養科目など、様々な分野の科目がある。

## 行事
入学式
対面式
クラブ紹介
部結成式
遠足
毎年春に、1チュータークラスにつき1台のバス、全10台で愛知や奈良、京都などへ日帰りで出かける。集合時間以外は完全に自由（服装は制服）。
生徒会前期執行部役員選挙
投票日は例年6月。
体育祭
例年6月ごろ開催。陸上競技が多いが、生徒会が趣向を凝らした競技やクラス対抗の大縄跳び、クラブ対抗リレー（文化部・運動部男子・運動部女子）など様々な競技がある。
科目登録（1・2年次）
総合学科の特色。自ら、講座案内である“シラバス”や“科目登録ブロック表”を参考に来年度の取得科目を選択する。仮登録が9月にあり、原則として仮登録の内容は変更できないので9月までに自らの進路を定め、科目選択をする必要がある。怠ると進学に必要な授業を履修していない、不必要な授業で成績を下げてしまう、ということもある。
つたわかば祭
文化祭。例年10月ごろに2日に分けて開催。体育館での発表、作品展示、模擬店などがあり、生徒に限らず教員による企画もある。生徒投票による「人気ナンバー１賞」、実行委員会による「実行委員会審査賞」、教員による「教員審査賞」と審査もある。
生徒会後記執行部役員選挙
投票日は例年11月。
マラソン大会
例年2月中旬ごろ。学校周囲の農道がコース。男子は9.6㎞、女子は5.5㎞（2010年度）。
卒業式
レクリエーション大会
生徒会主催。
離任式

## 出身著名人
- 石垣幸大 - 元プロ野球選手
- 成國大志 - レスリング選手
- 藤波勇飛 - レスリング選手
- 藤波朱理 - レスリング選手
- 山北渓人 - レスリング選手→総合格闘家[1]
- 小竹風樺  - インフルエンサー 女優
- 貫代実津季 - アーティスト
- イブキ -ラジオMC 2023年度CBCラジオ主催トーク甲子園優勝者